# Swanton, Vermont
Swanton är en kommun (town) i Franklin County i delstaten Vermont i USA. Vid folkräkningen år 2000 bodde 6 203 personer på orten. Den har enligt United States Census Bureau en area på totalt 159,7 km² varav 34,3 km² är vatten.  